# Vladimir Yeshinov
Vladimir Yeshinov –en ruso, Владимир Ешинов– (Kírishi, URSS, 18 de febrero de 1949-30 de julio de 2024) fue un deportista soviético que compitió en remo.

## Carrera deportiva
Participó en dos Juegos Olímpicos de Verano en los años 1972 y 1976, obteniendo una medalla de oro en Montreal 1976 en la prueba de cuatro con timonel. Ganó cuatro medallas en el Campeonato Mundial de Remo entre los años 1970 y 1977, y dos medallas en el Campeonato Europeo de Remo, en los años 1971 y 1973.

## Palmarés internacional
| Juegos Olímpicos   | Juegos Olímpicos         | Juegos Olímpicos  | Juegos Olímpicos   |
| Año                | Lugar                    | Medalla           | Prueba             |
| ------------------ | ------------------------ | ----------------- | ------------------ |
| 1976               | Montreal (Canadá)        | Medalla de oro    | Cuatro con timonel |
| Campeonato Mundial |                          |                   |                    |
| Año                | Lugar                    | Medalla           | Prueba             |
| 1970               | St. Catharines (Canadá)  | Medalla de bronce | Dos con timonel    |
| 1974               | Lucerna (Suiza)          | Medalla de oro    | Dos con timonel    |
| 1975               | Nottingham (Reino Unido) | Medalla de oro    | Cuatro con timonel |
| 1977               | Ámsterdam (Países Bajos) | Medalla de plata  | Ocho con timonel   |
| Campeonato Europeo |                          |                   |                    |
| Año                | Lugar                    | Medalla           | Prueba             |
| 1971               | Copenhague (Dinamarca)   | Medalla de bronce | Dos con timonel    |
| 1973               | Moscú (URSS)             | Medalla de oro    | Dos con timonel    |